# Art Nouveau ở Ba Lan
Art Nouveau ở Ba Lan (tiếng Ba Lan: Secesja) là một phần của phong cách Art Nouveau quốc tế, mặc dù thường được tiếp thu theo phong cách địa phương Ba Lan. Nó được phổ biến nhất trong thời gian 1890-1910.
Các nghệ sĩ đã áp dụng nhiều họa tiết hoa và hữu cơ của Art Nouveau vào phong cách Ba Lan trẻ ở Ba Lan. Tuy nhiên, Ba Lan trẻ cũng bao gồm các phong cách nghệ thuật khác và bao gồm một cách tiếp cận rộng hơn về nghệ thuật, văn học và lối sống.
Phong cách Art Nouveau của Ba Lan tập trung ở Kraków. Stanisław Wyspiański là nghệ sĩ chính của Art Nouveau ở Ba Lan; những bức tranh của ông, thiết kế sân khấu, kính màu và nội thất tòa nhà được nhiều người ngưỡng mộ và tôn vinh trong Bảo tàng Quốc gia ở Kraków. Các tòa nhà theo trào lưu Art Nouveau tồn tại ở hầu hết các thành phố của Ba Lan (Łódź, Kraków, Bydgoszcz), ngoại trừ Warsaw, nơi một vài ví dụ còn sót lại sau khi Đức Quốc xã đóng băng thành phố đã bị chính quyền Cộng sản phá hủy với lý do các tòa nhà bị phá hủy.
Kiến trúc theo phong cách Zakopane là một phần của phong cách Art Nouveau của Ba Lan. Ngoài ra các tòa nhà Vienna Secession có thể được tìm thấy ở các thành phố khác nhau của Ba Lan.
Các trung tâm chính của các tòa nhà Art Nouveau ở Ba Lan là Kraków, Łódź, Wrocław, Poznań và Bydgoszcz.
Các kiến trúc sư nghệ thuật nổi tiếng của Art Nouveau Ba Lan bao gồm Franciszek Mączyński, Tadeusz Stryjeński, Ludwik Wojtyczko, Sławomir Odrzywolski, Beniamin Torbe, Romuald Miller, Wiktor Miarczyński.

## Hình ảnh

Houses
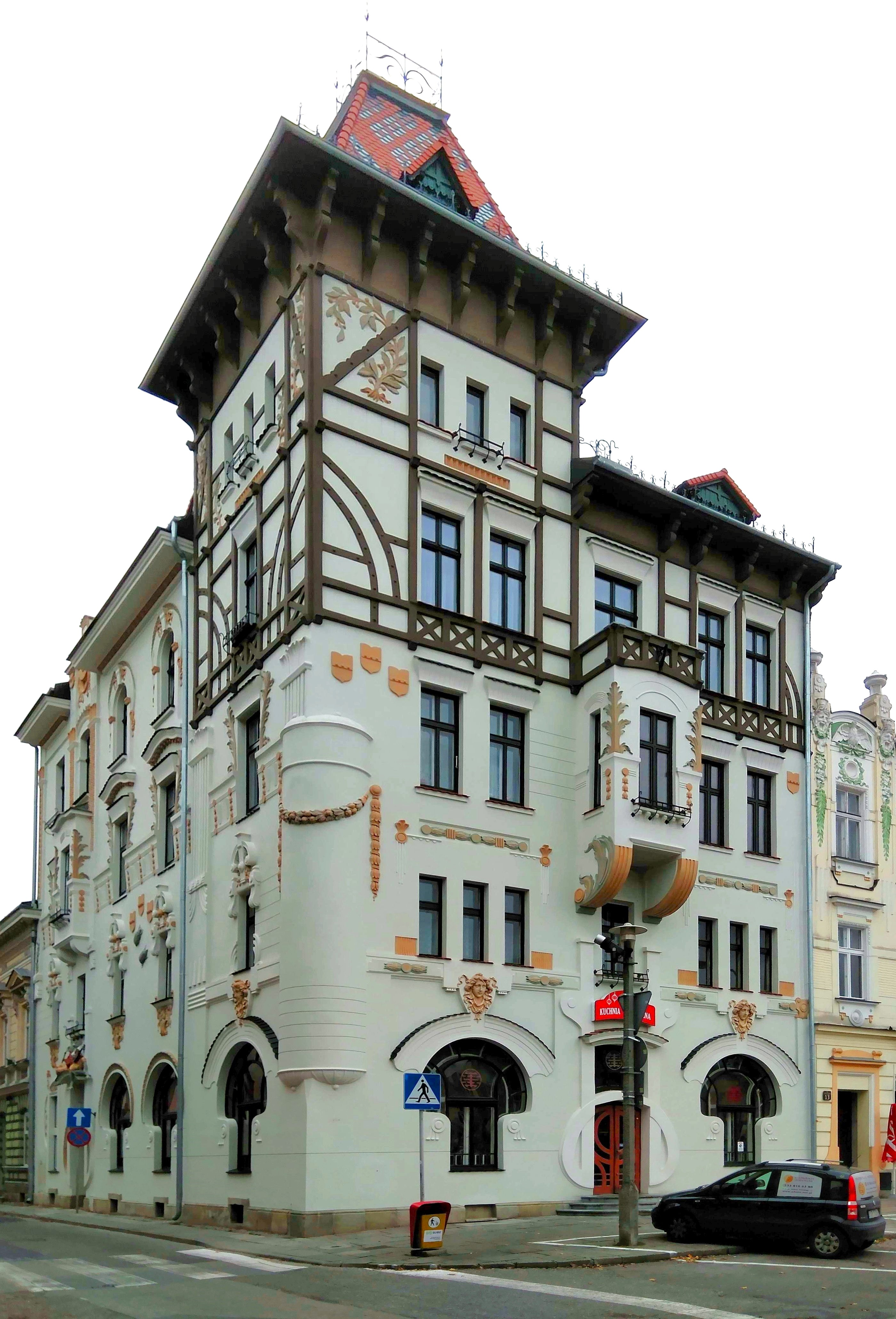
Nhà ếch, Bielsko-Biała
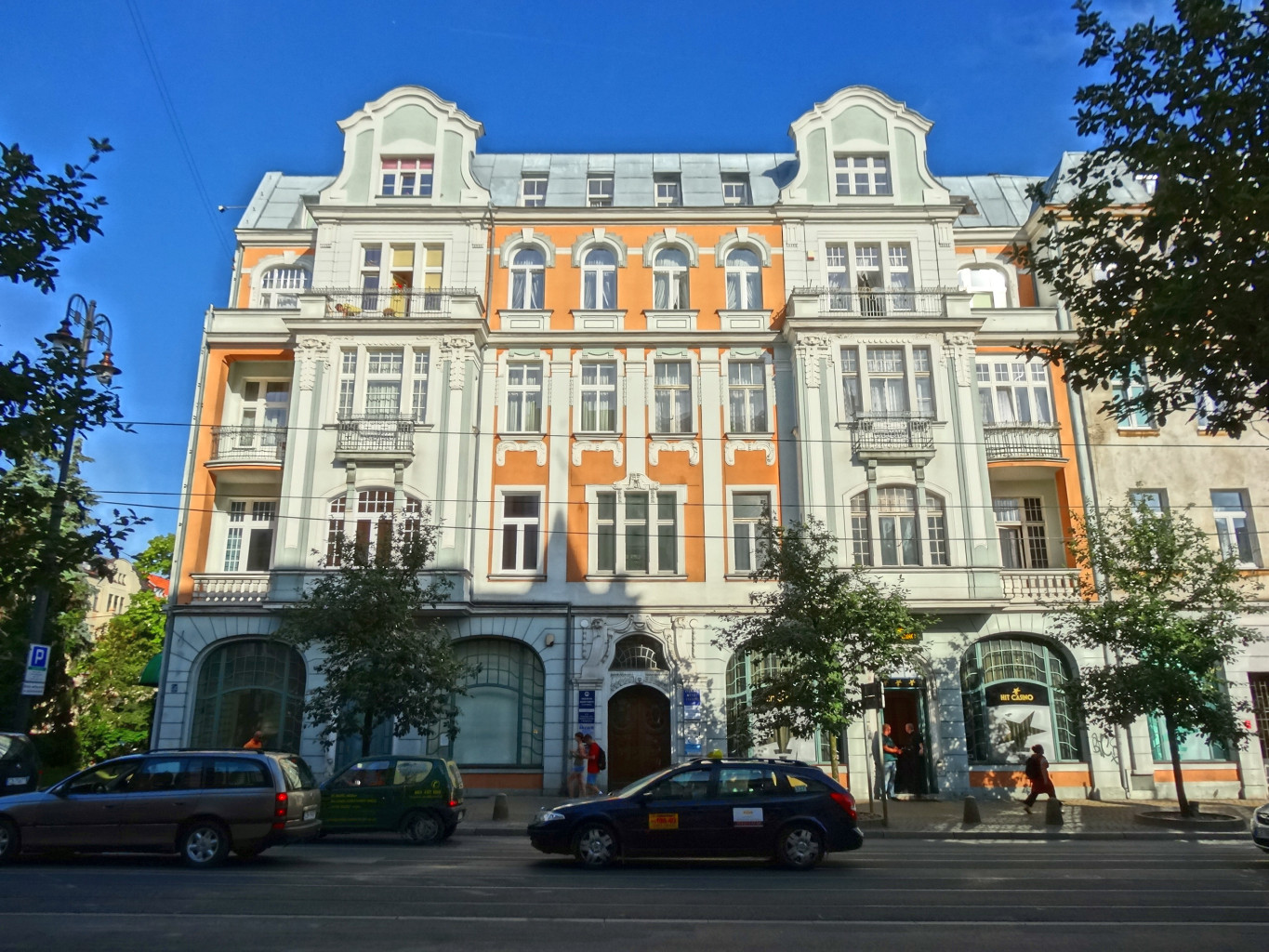
Chung cư Eduard Schulz, Bydgoszcz
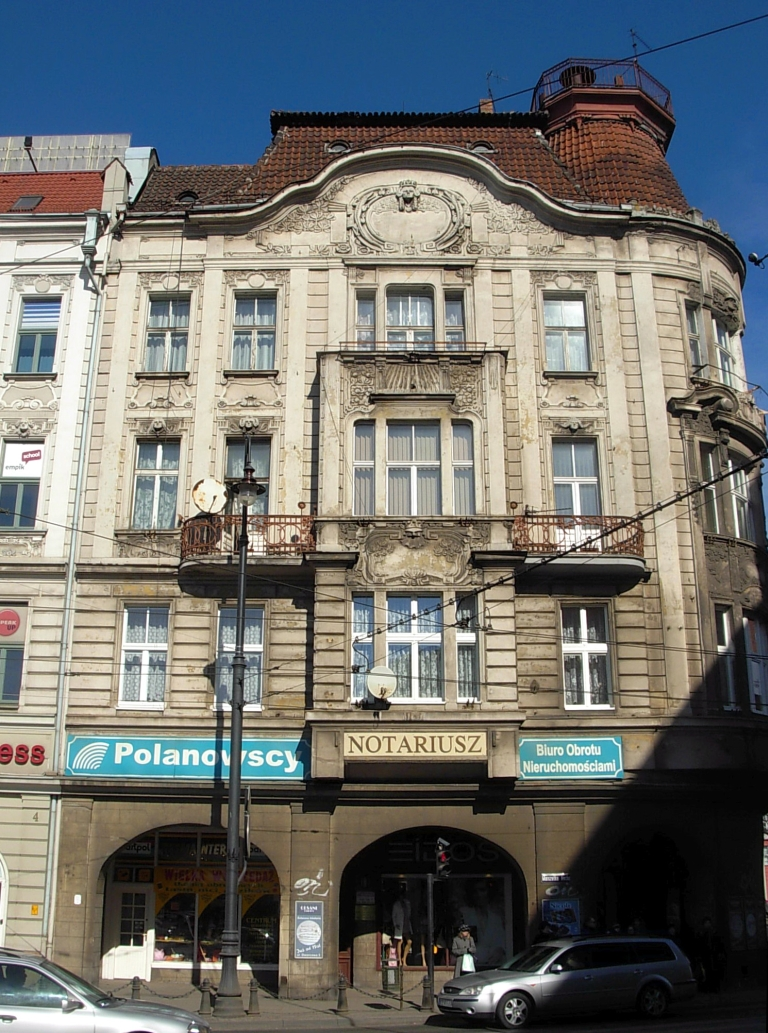
Chung cư Max Zweininger, Bydgoszcz
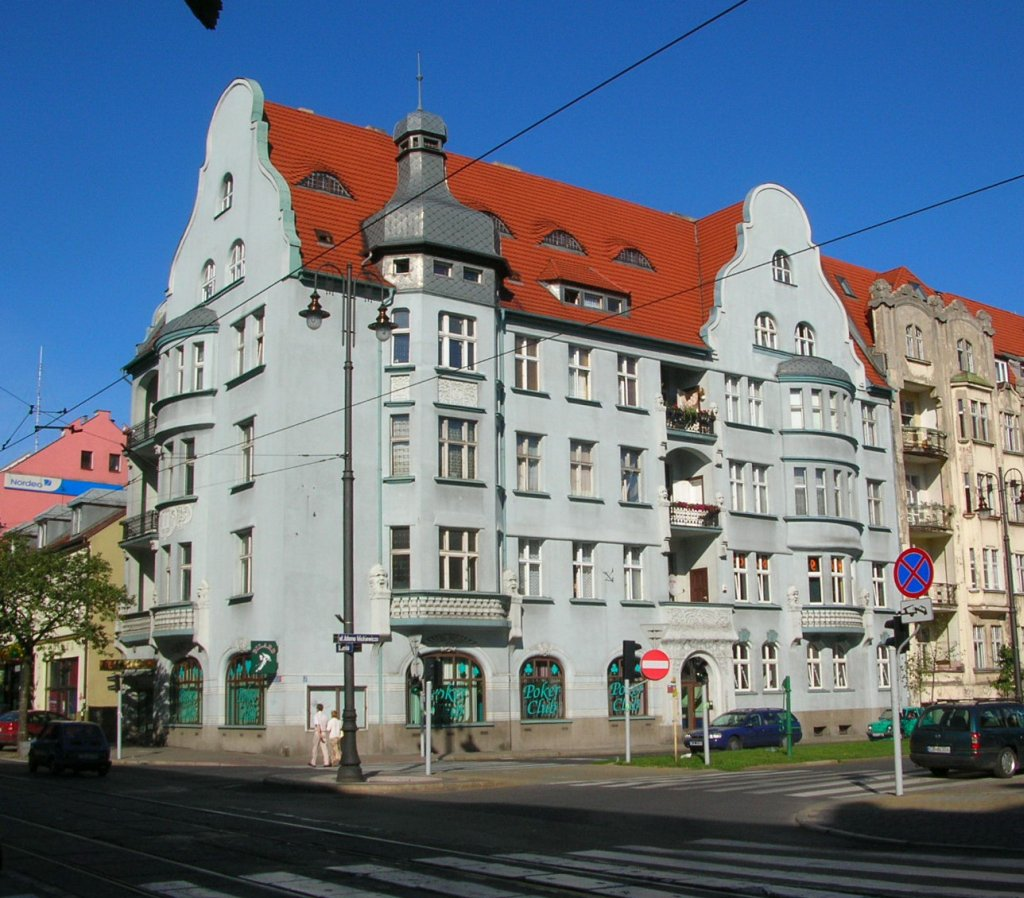
Chung cư Rudolf Kern, Bydgoszcz
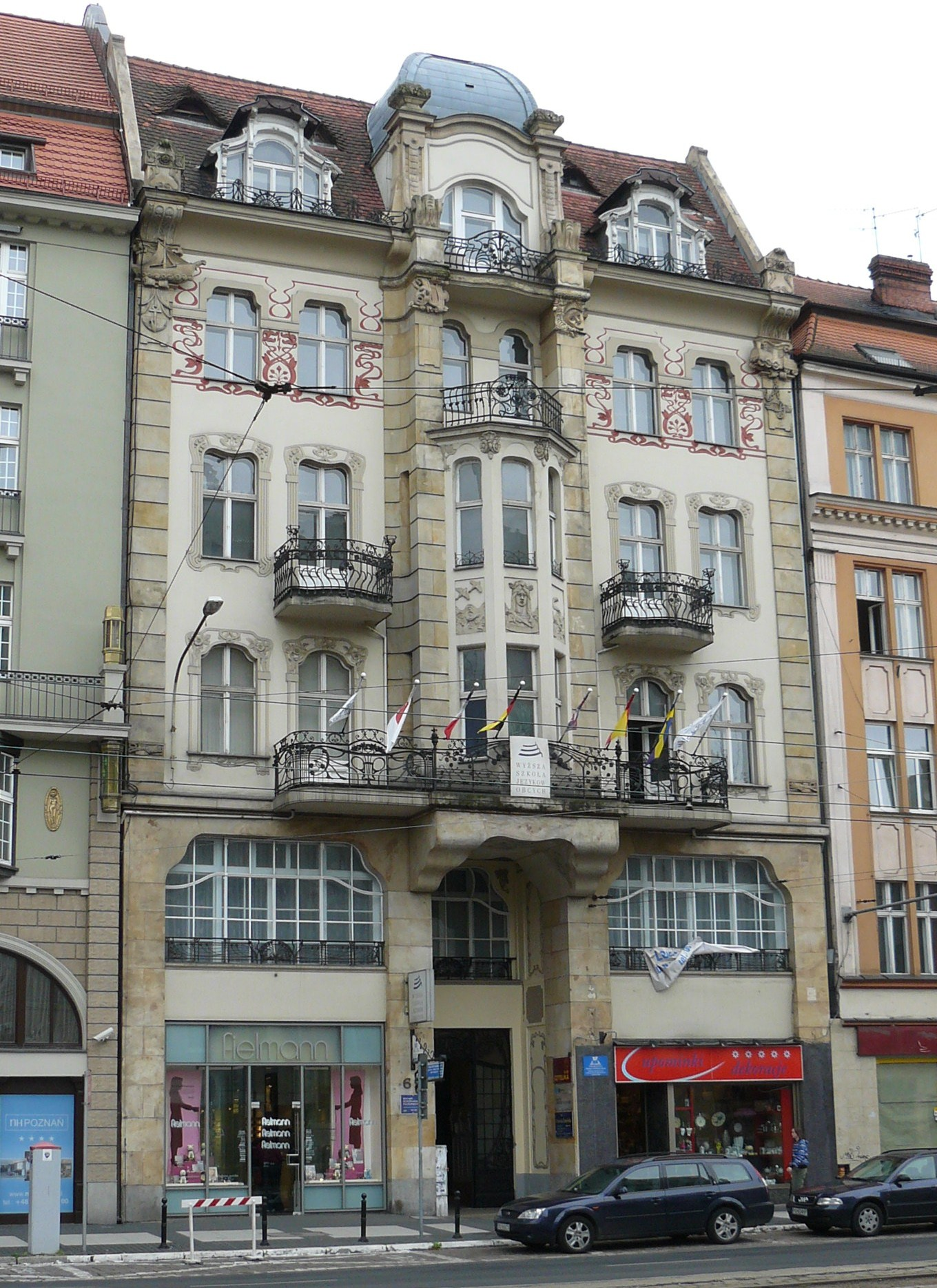
Poznań
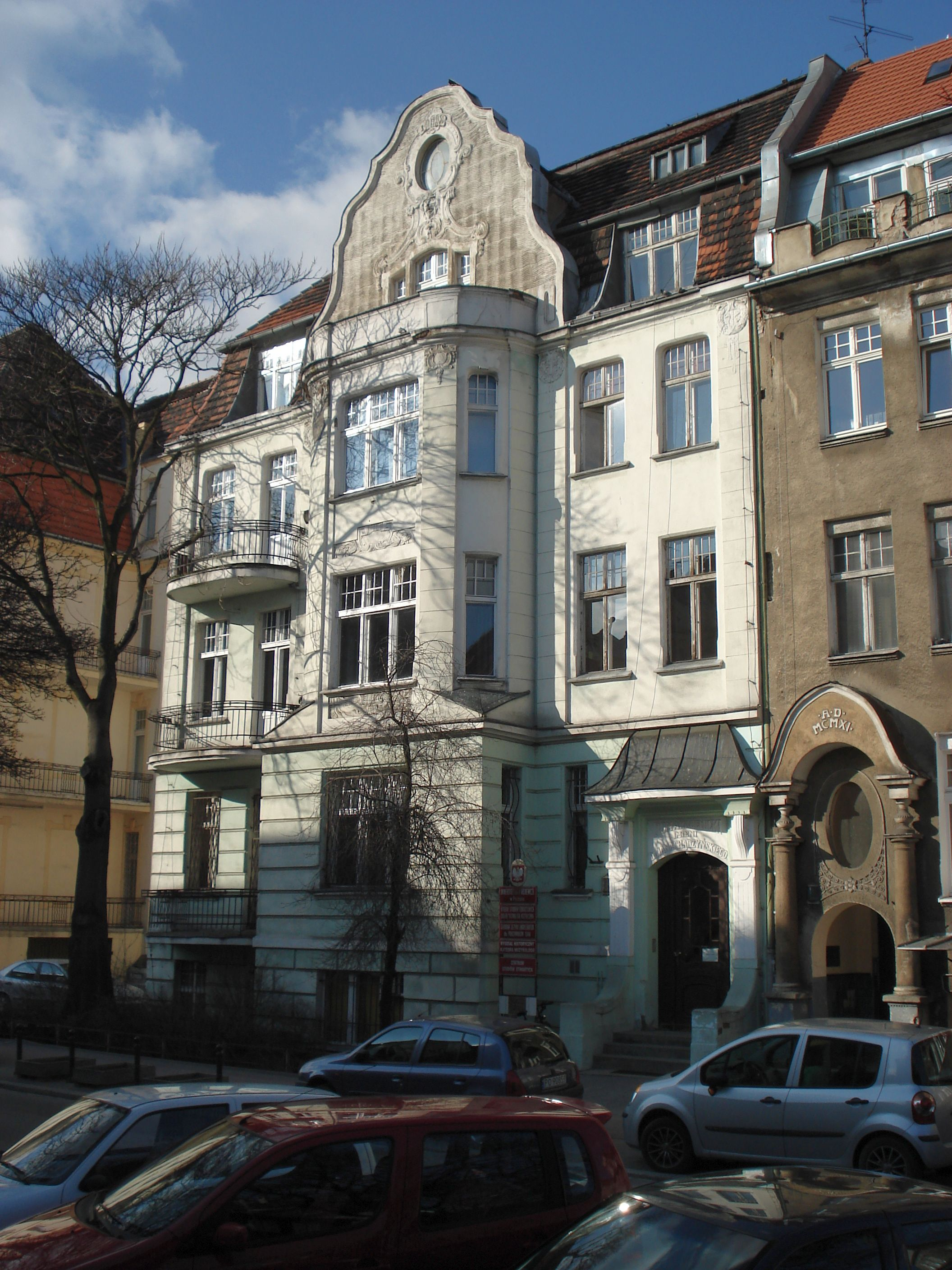
Poznań
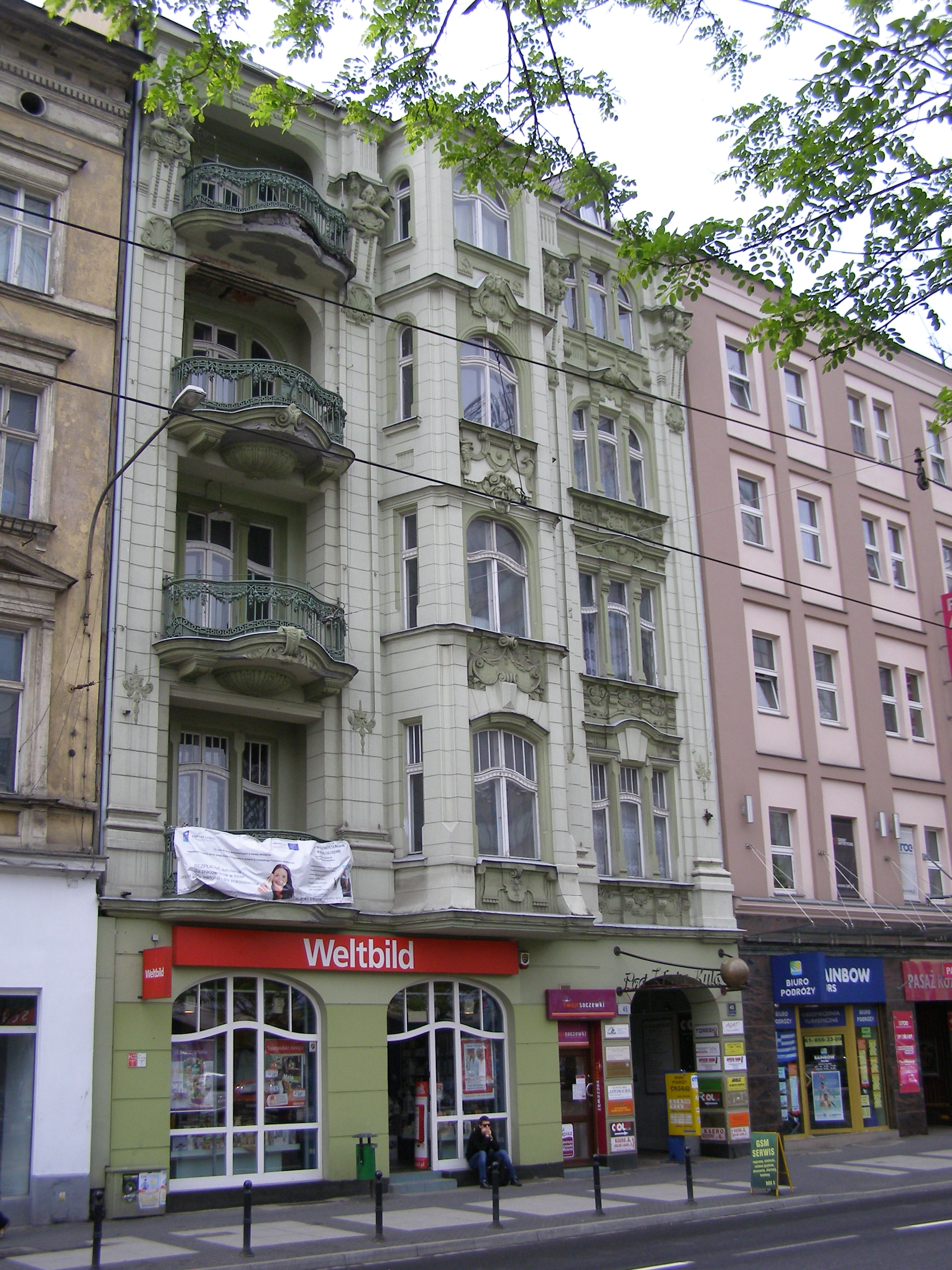
Poznań
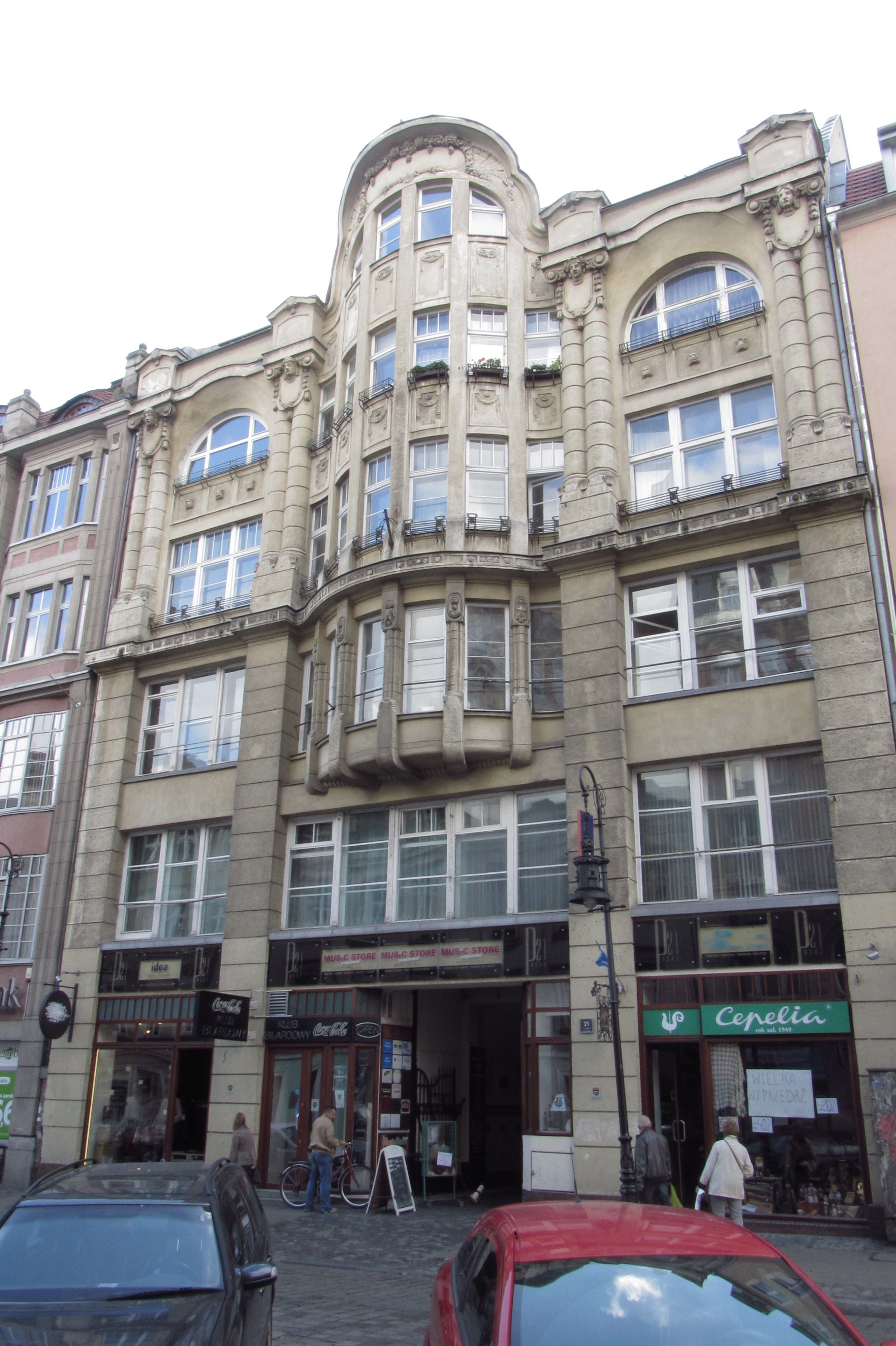
Poznań
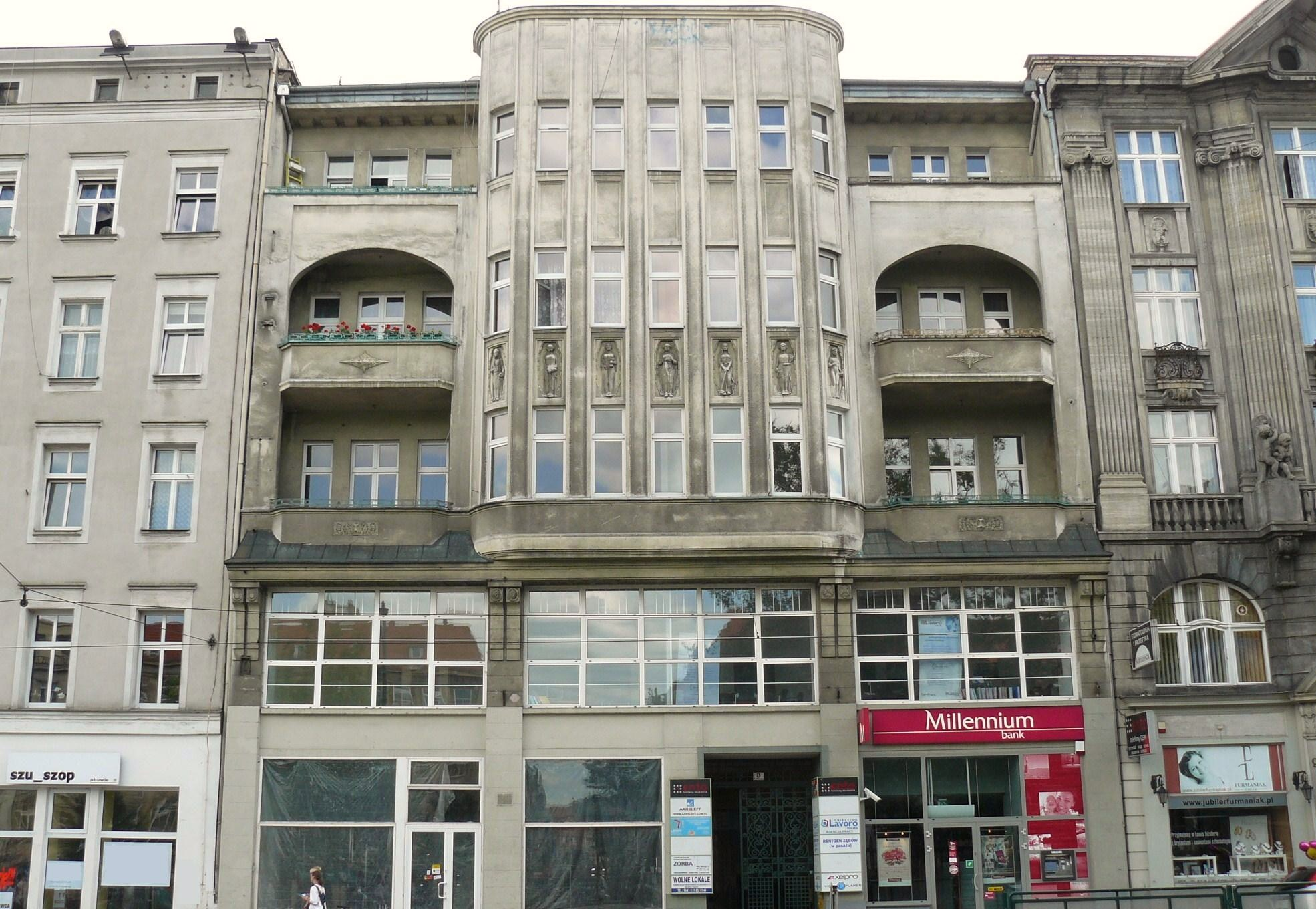
Poznań
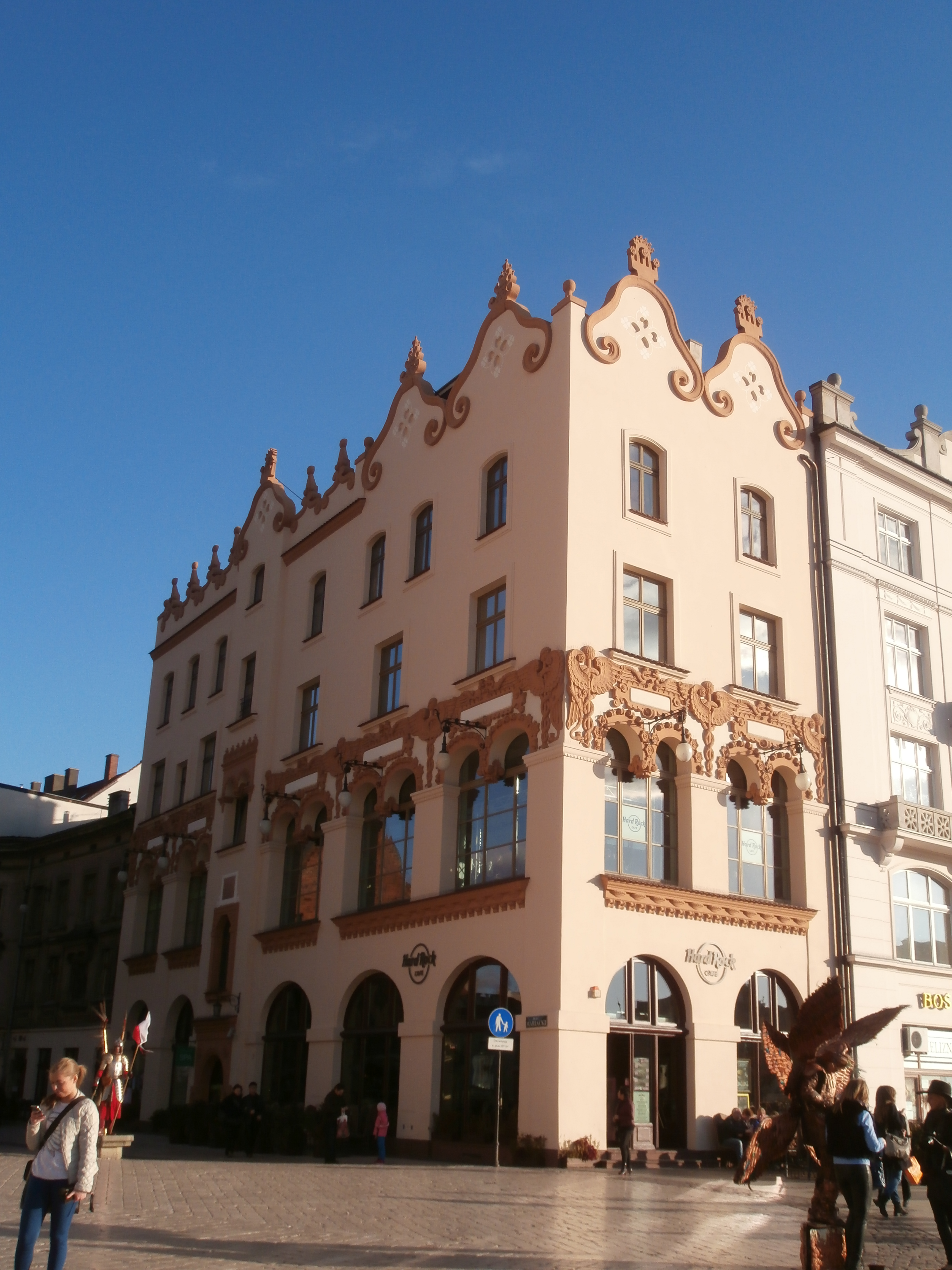
Krakow
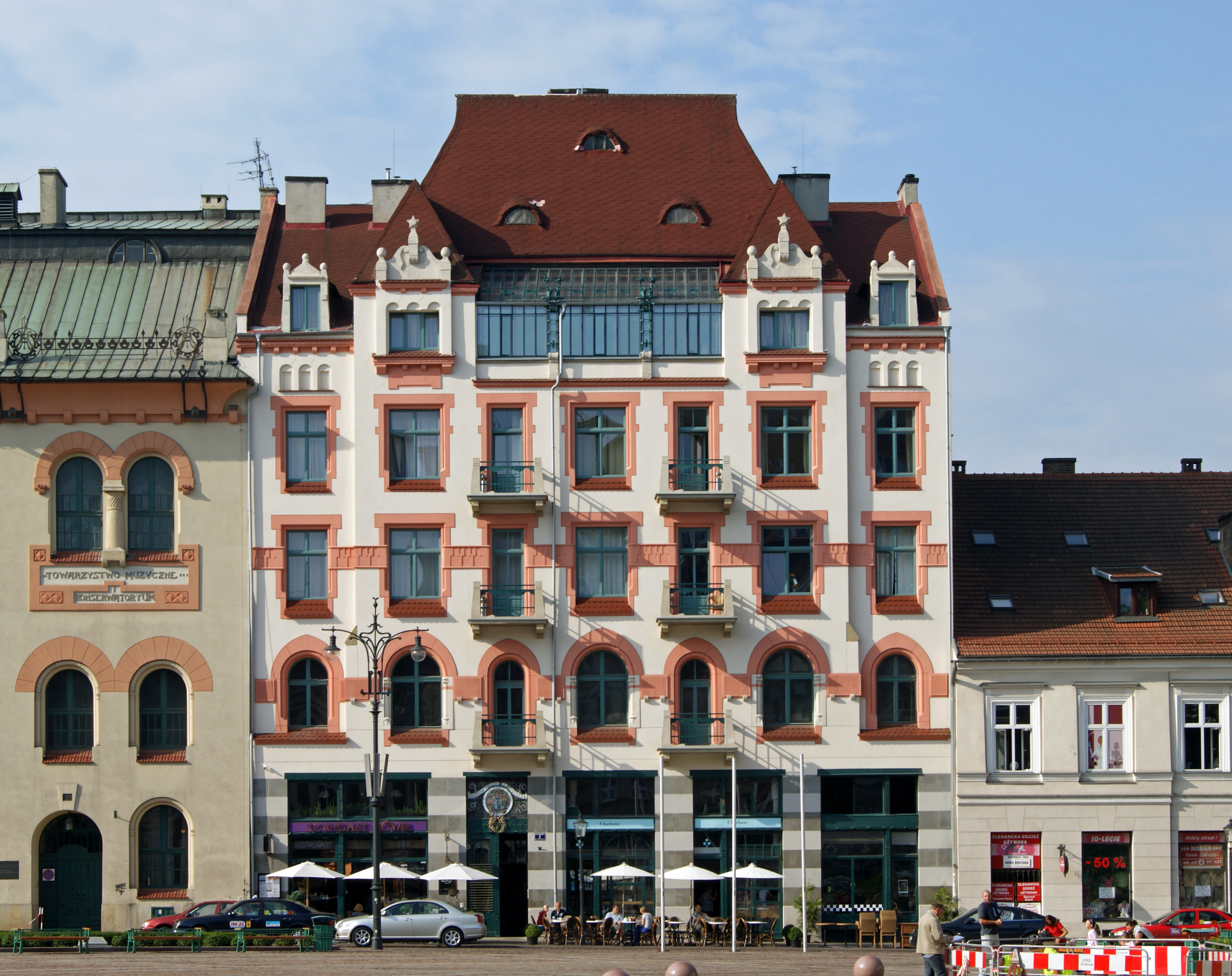
Krakow
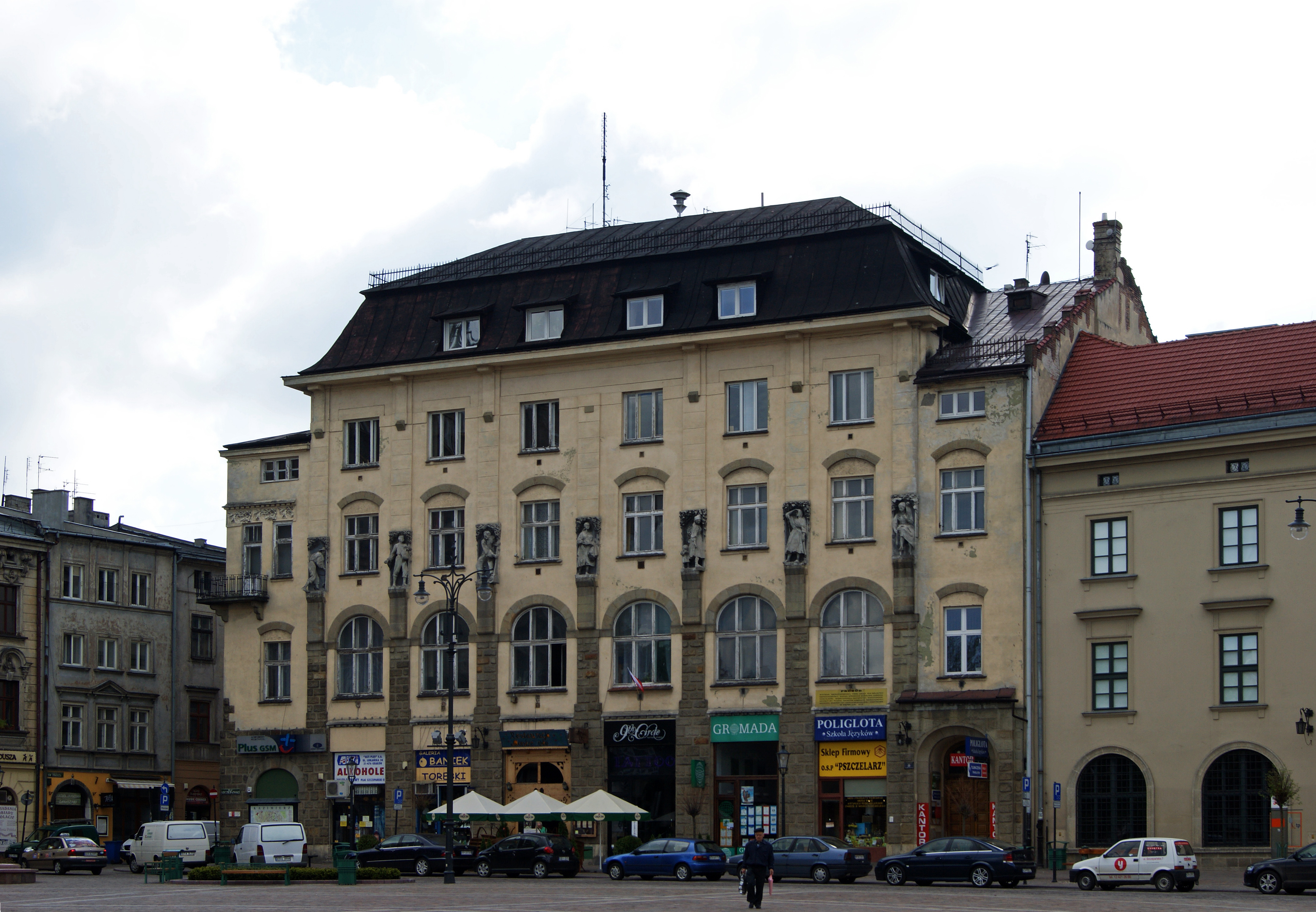
Krakow
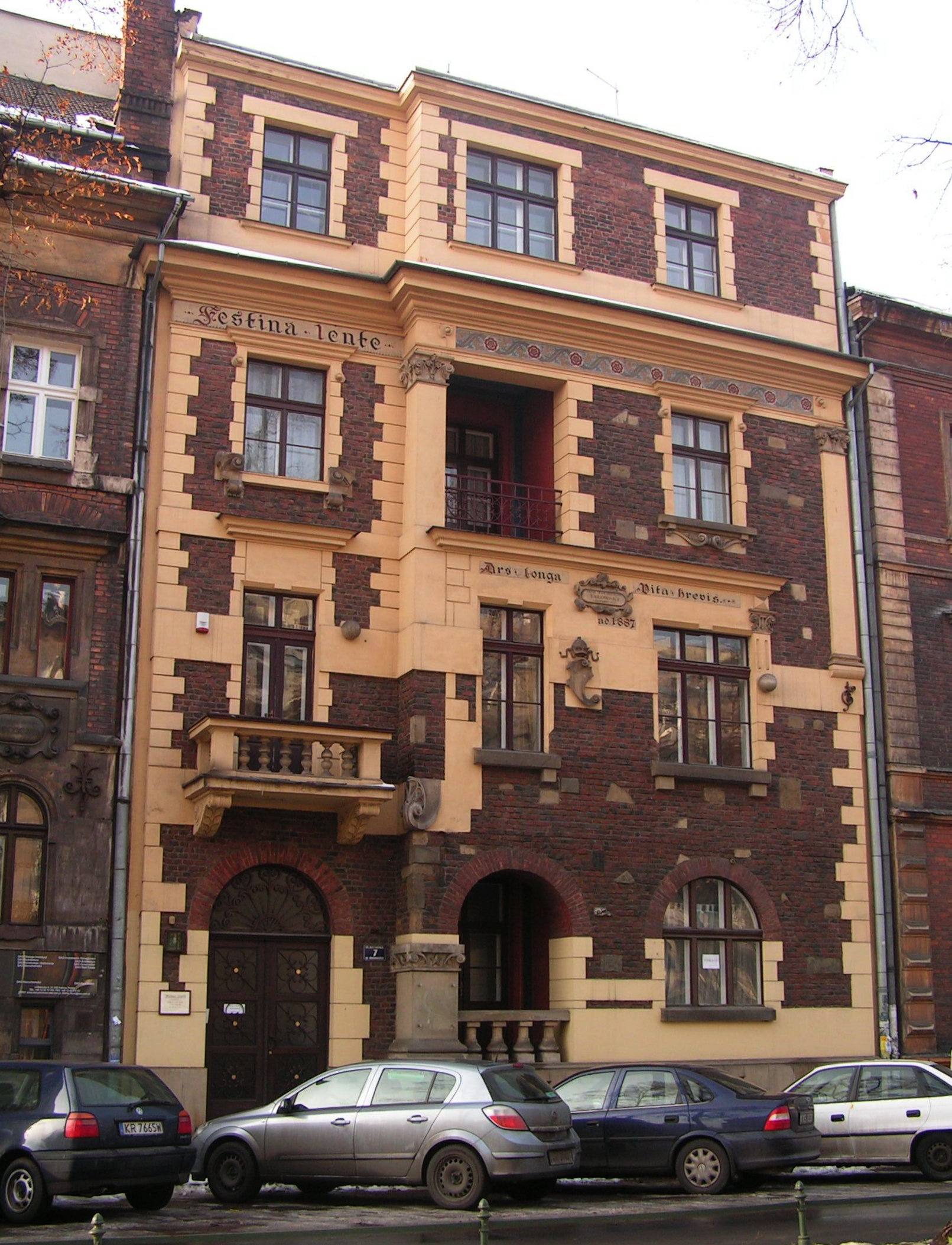
Krakow
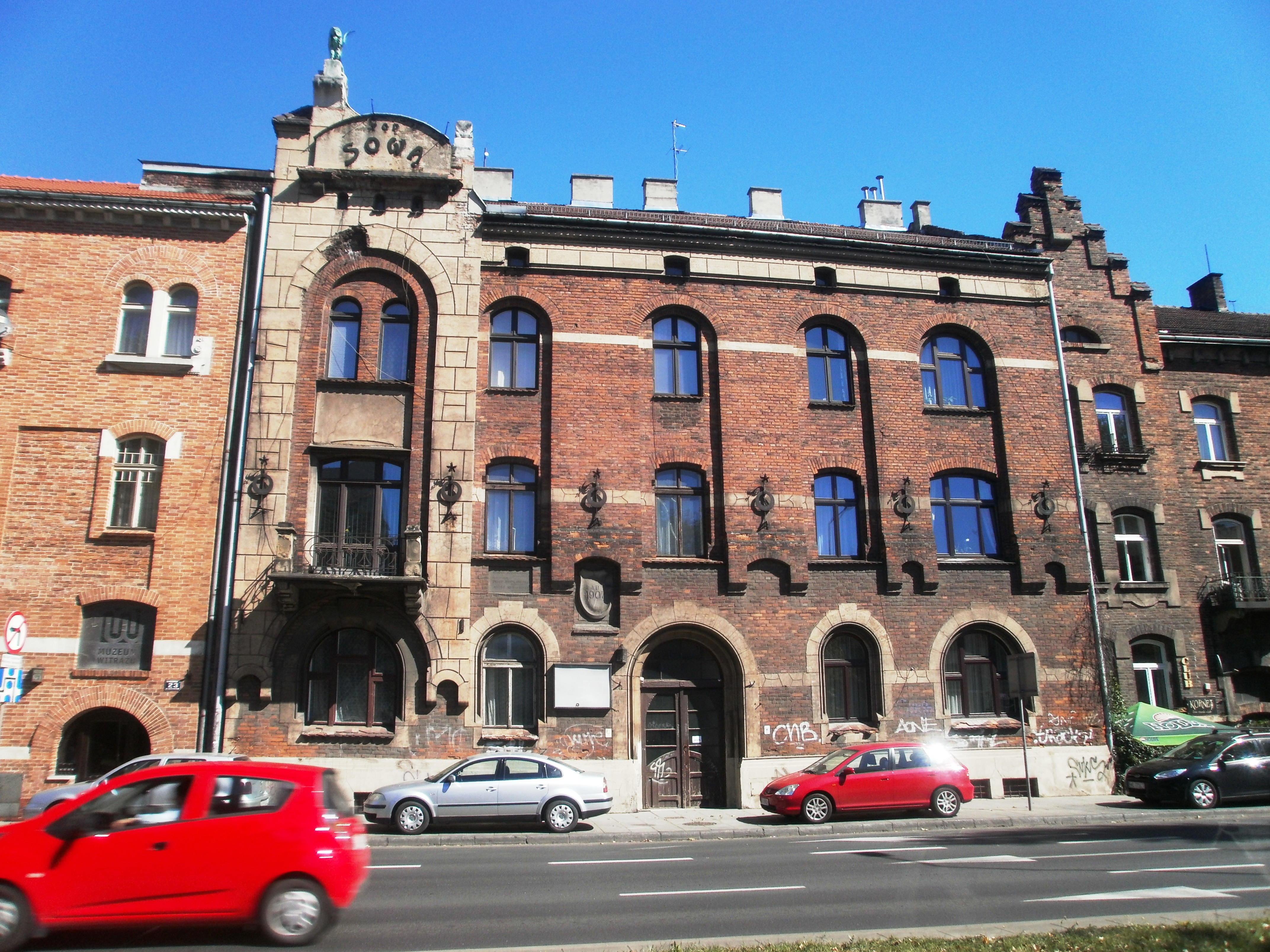
Krakow
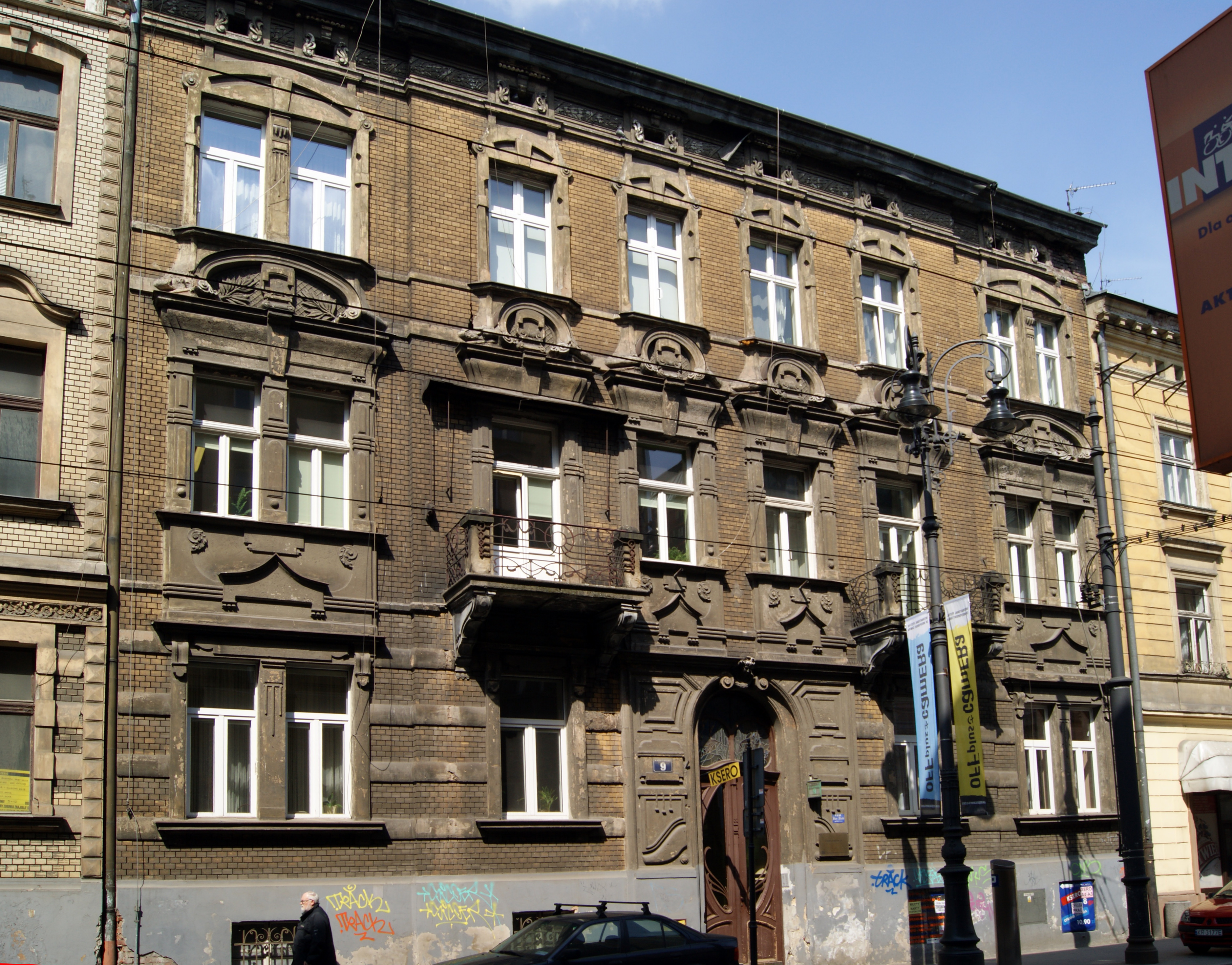
Krakow
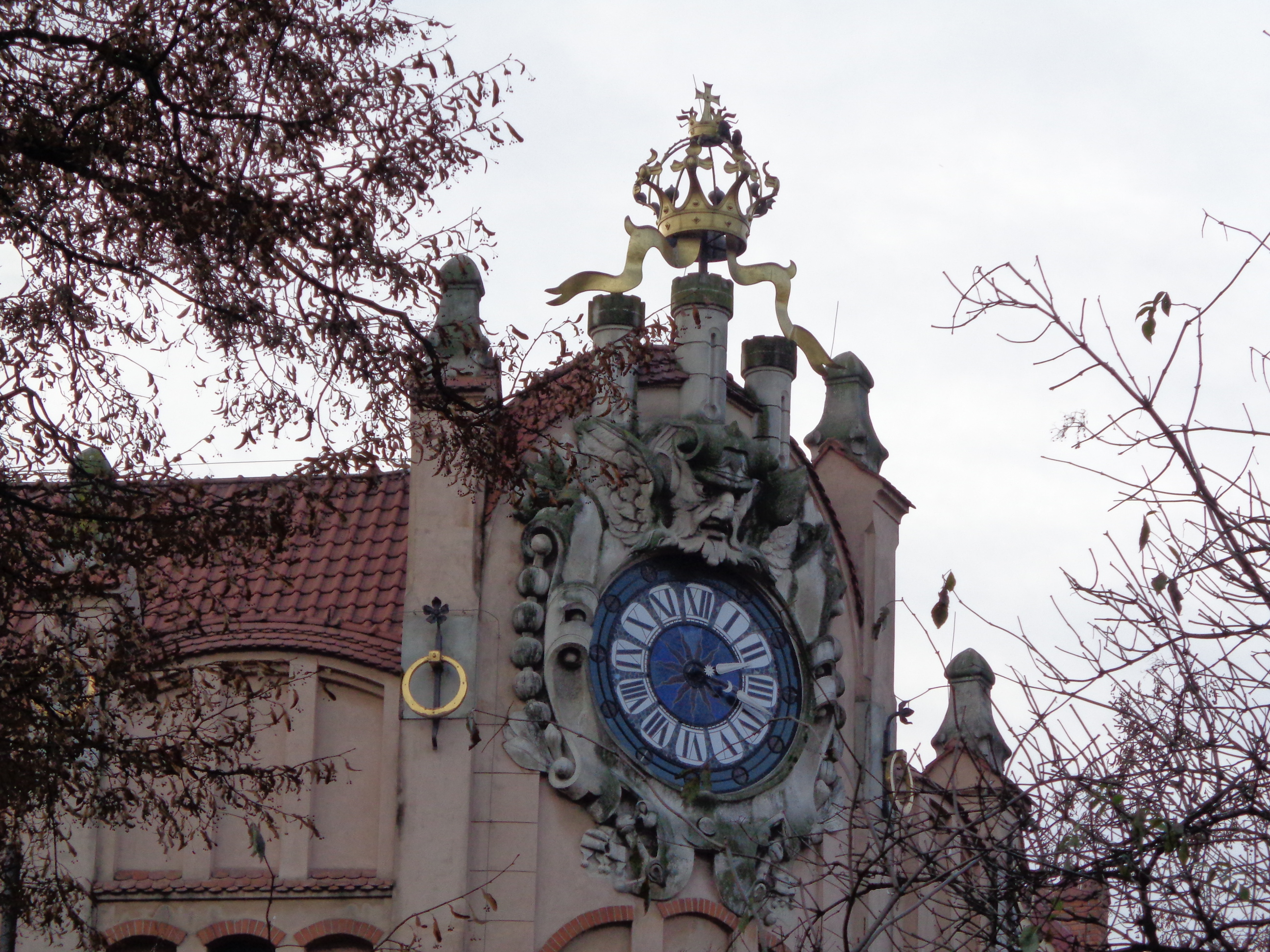
Krakow
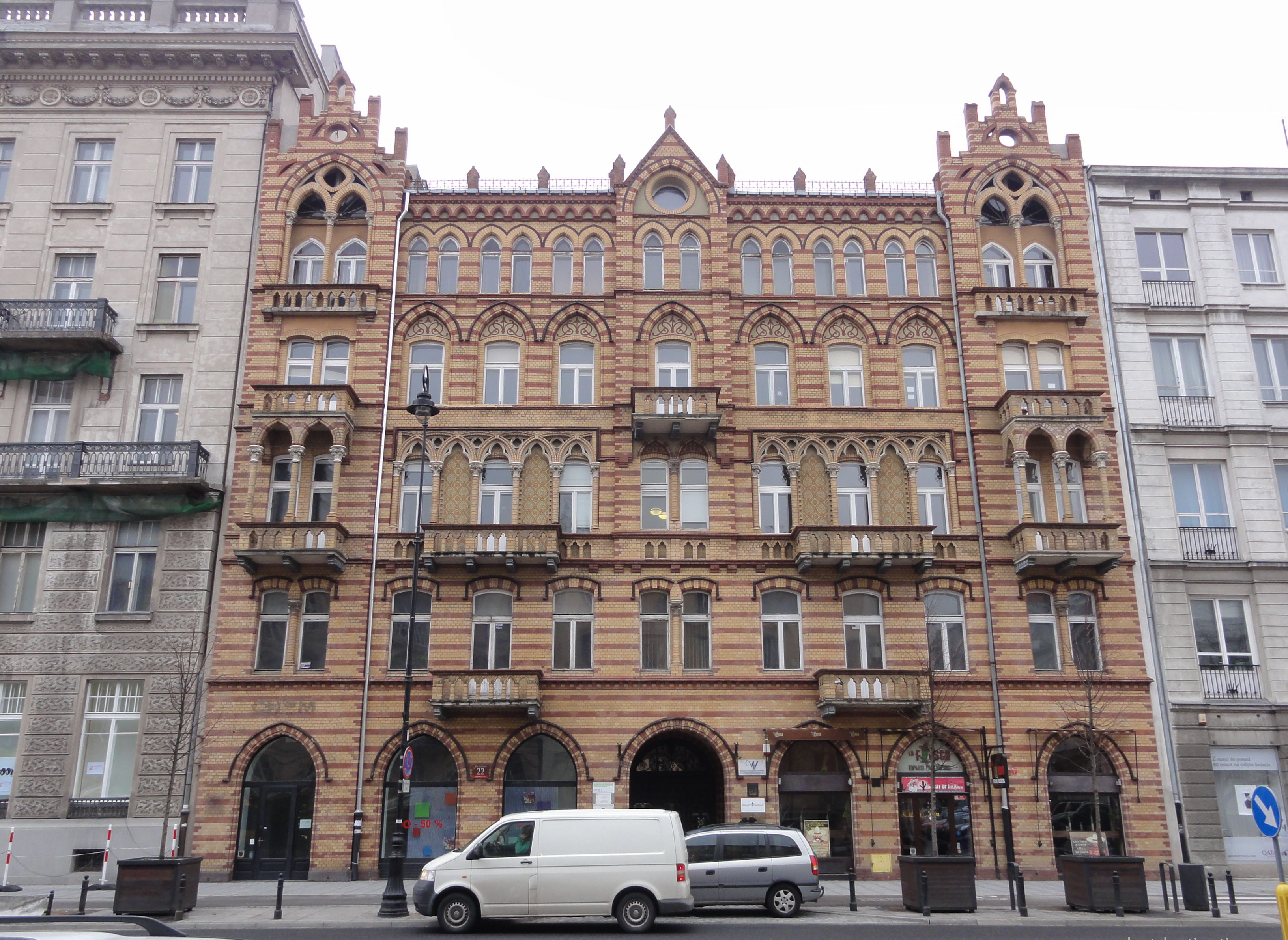
Warsaw
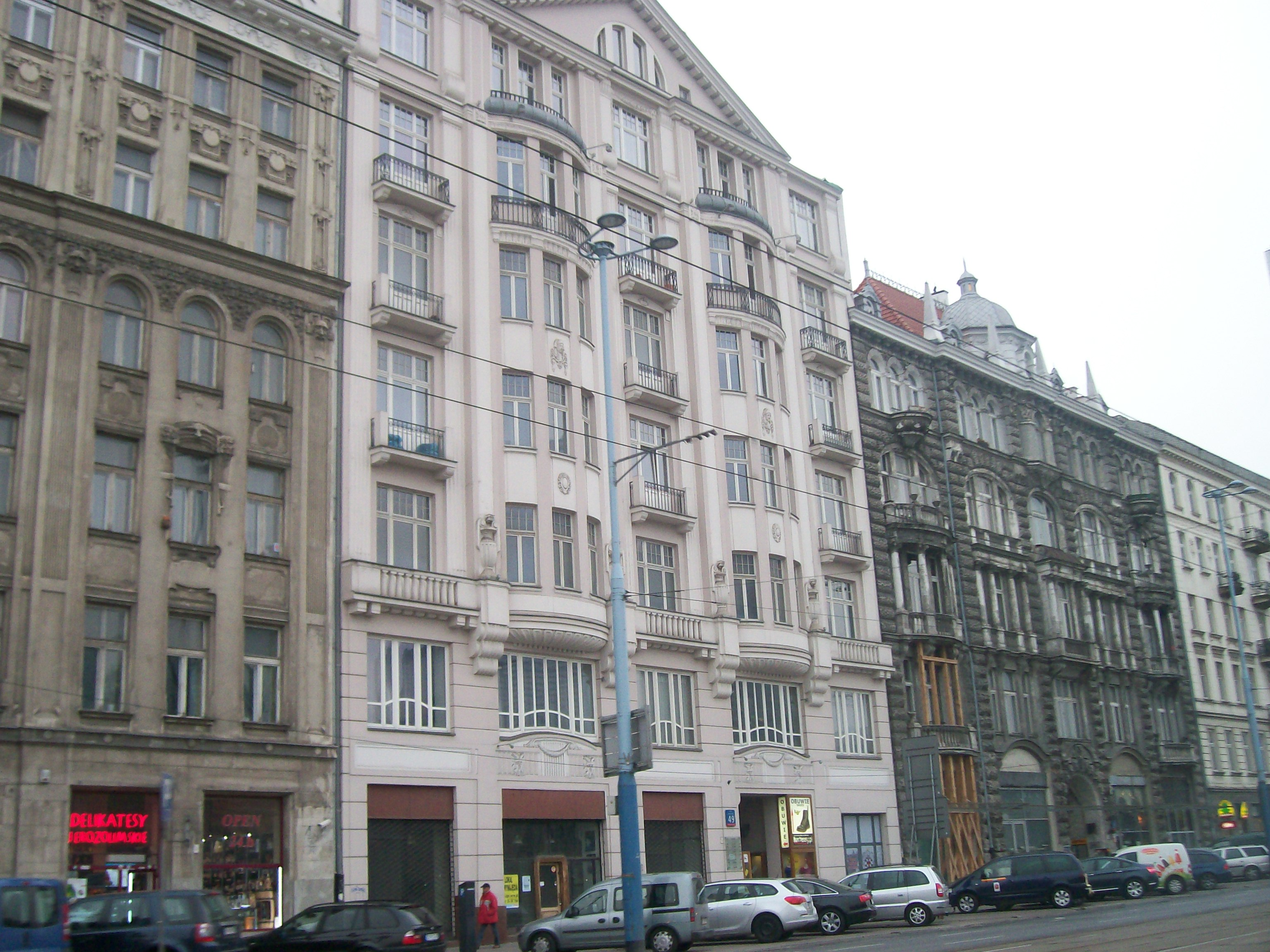
Warsaw
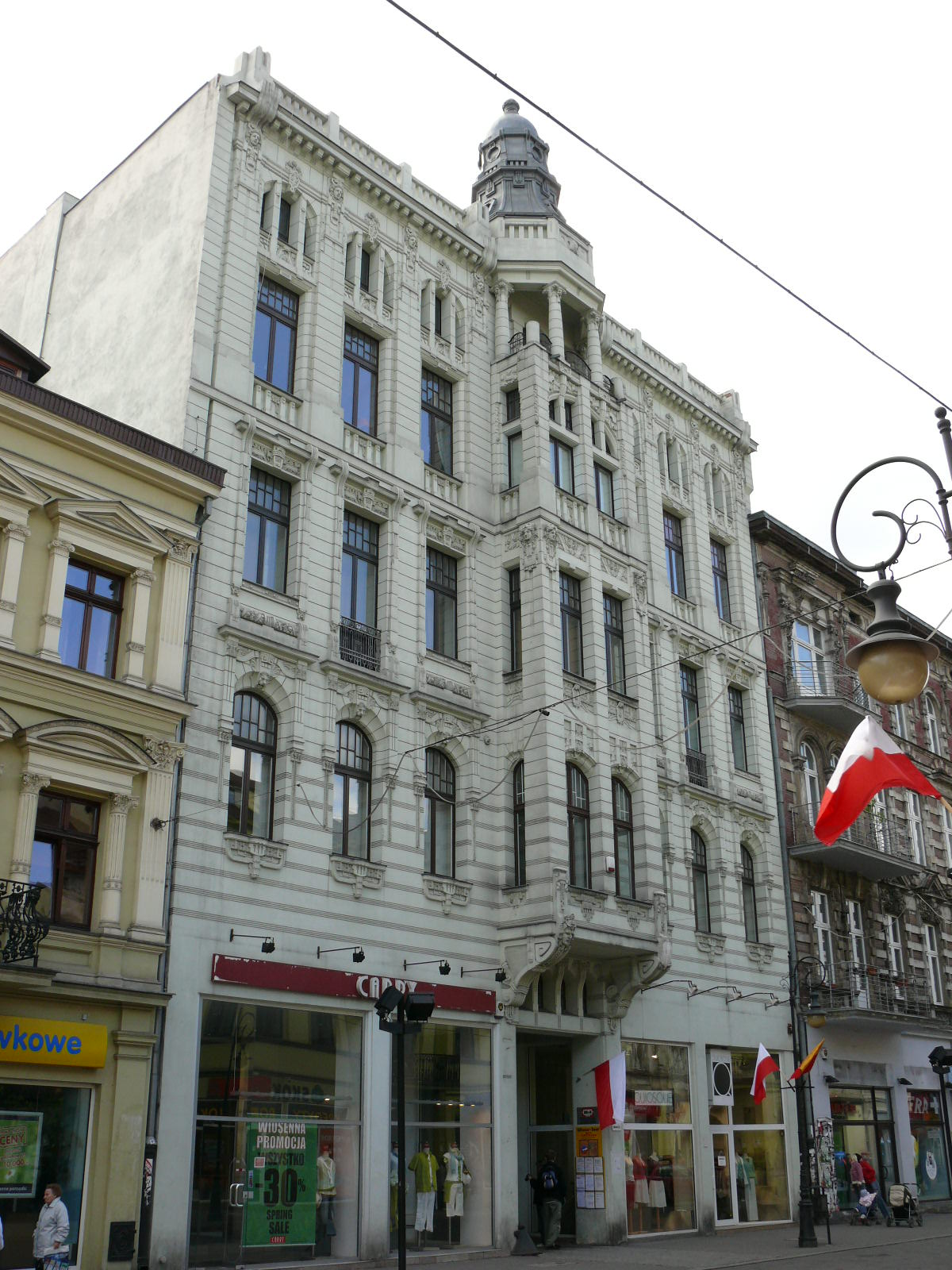
Łódź
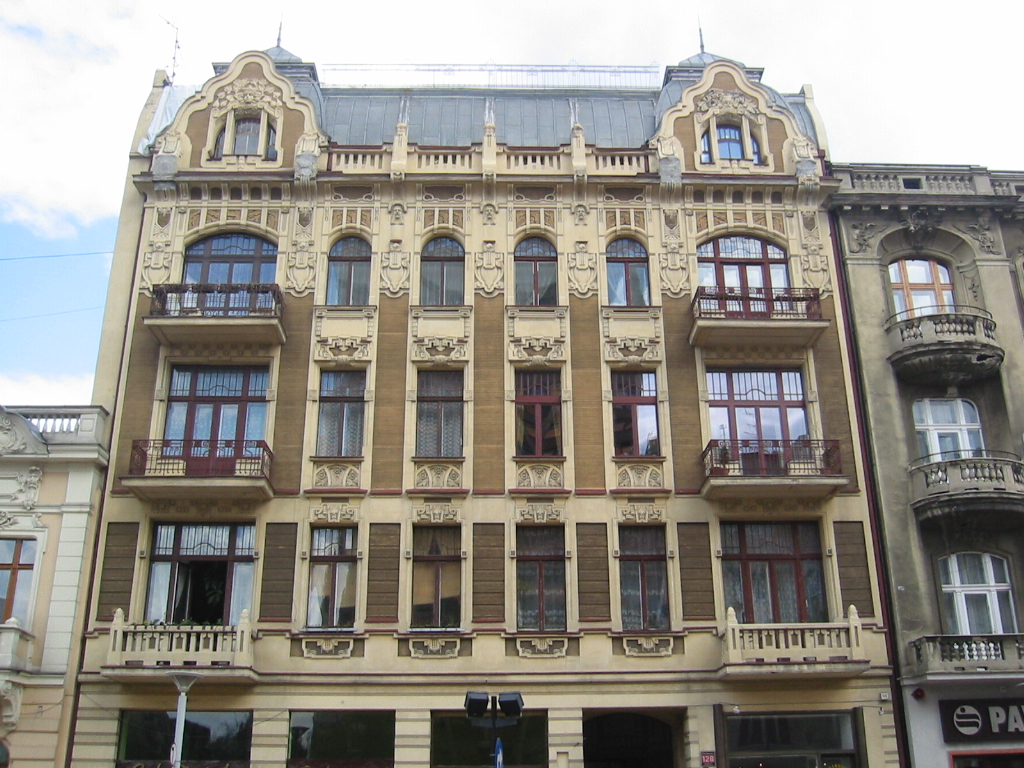
Łódź
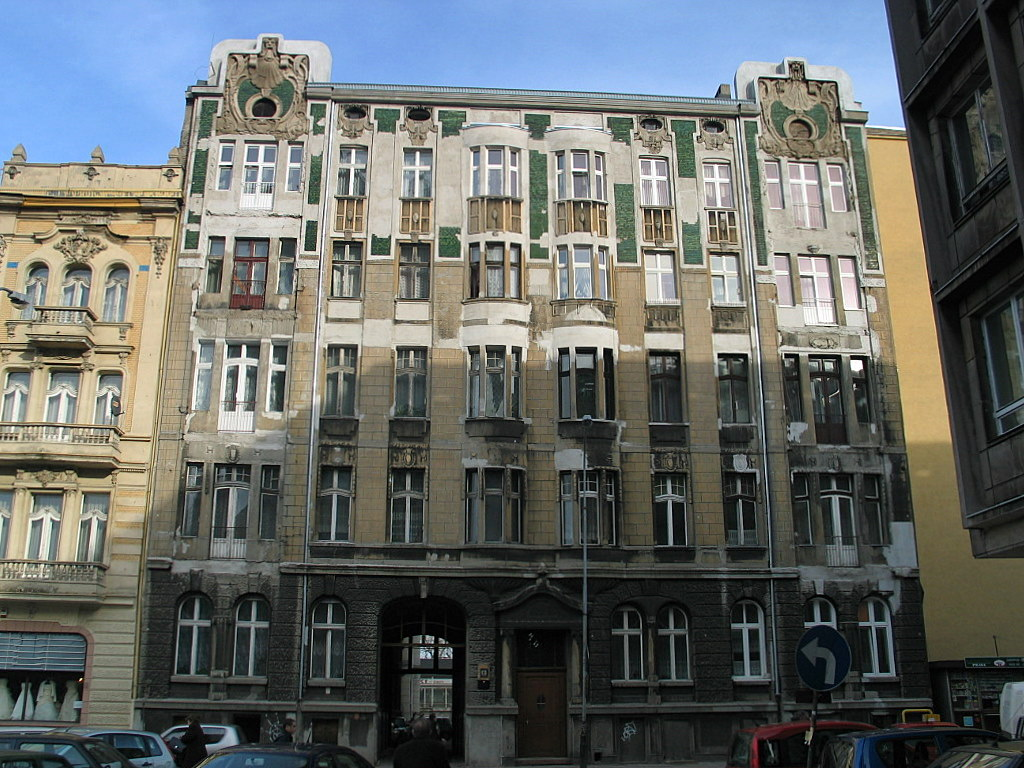
Łódź
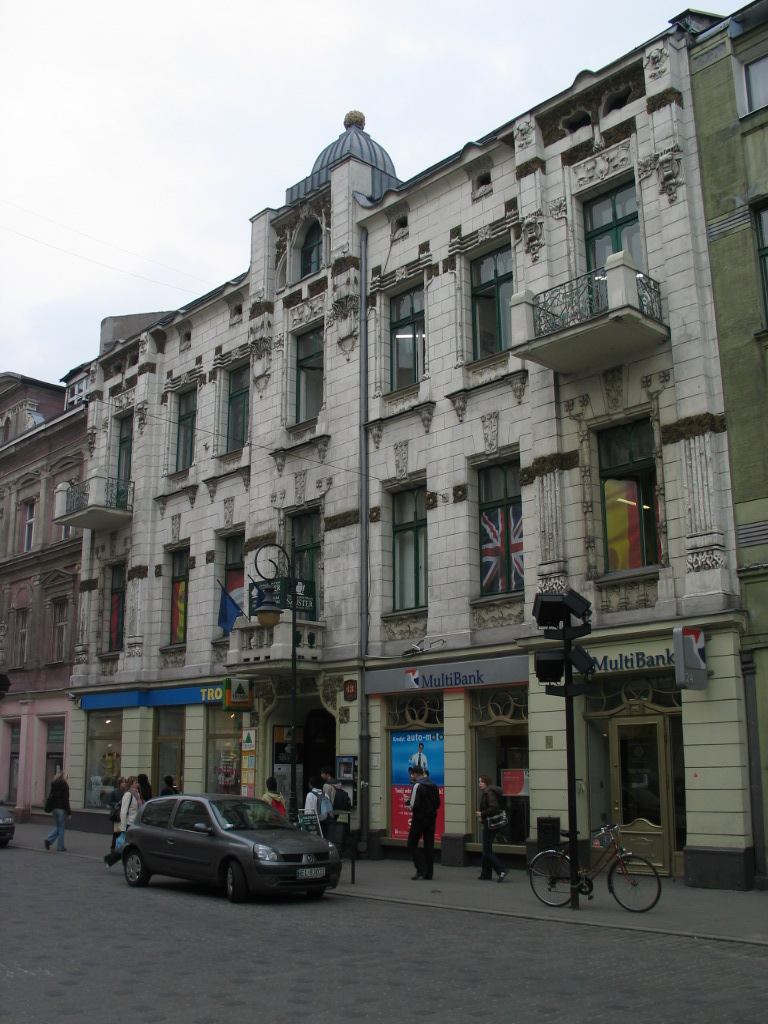
Łódź
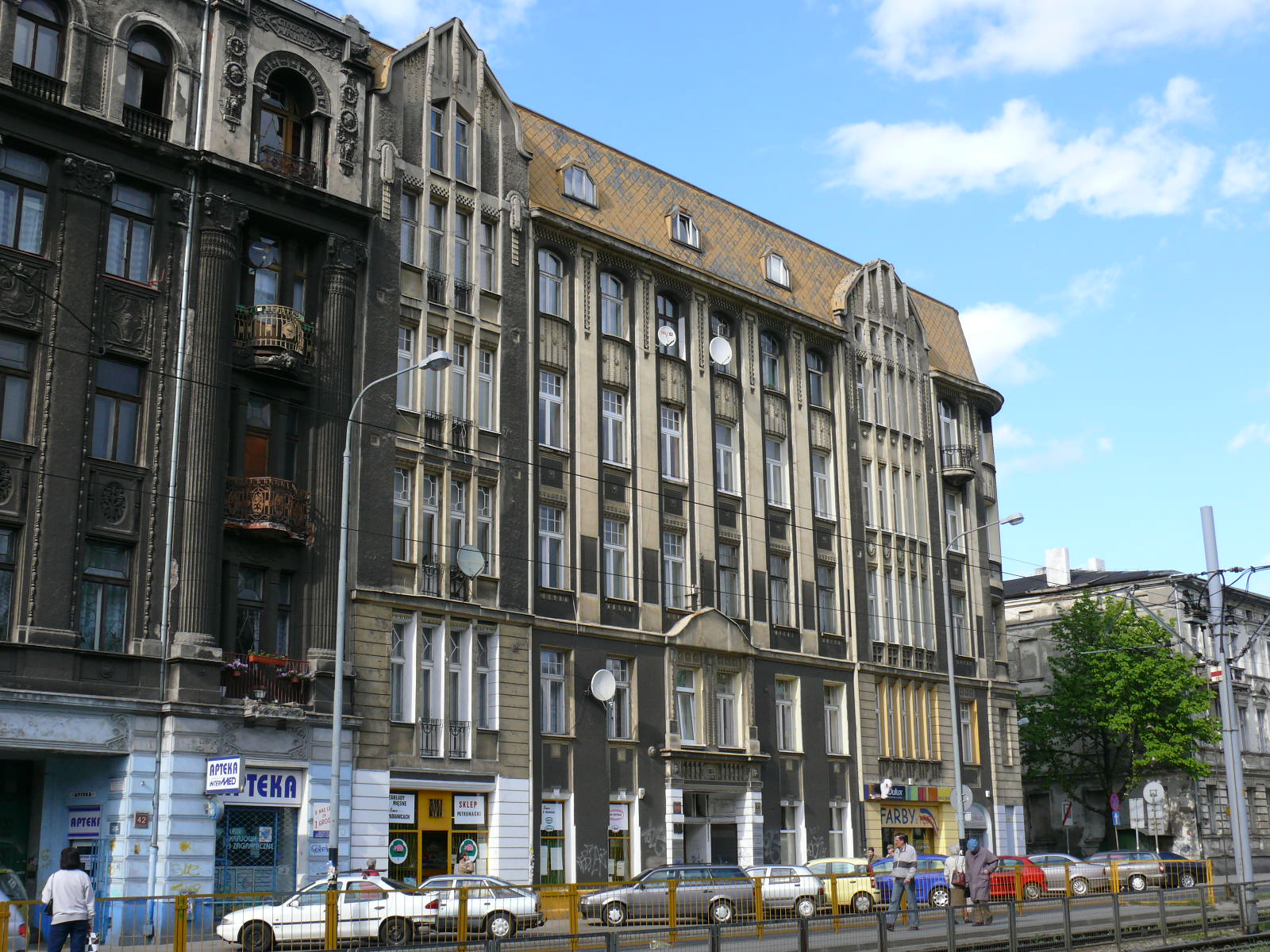
Łódź
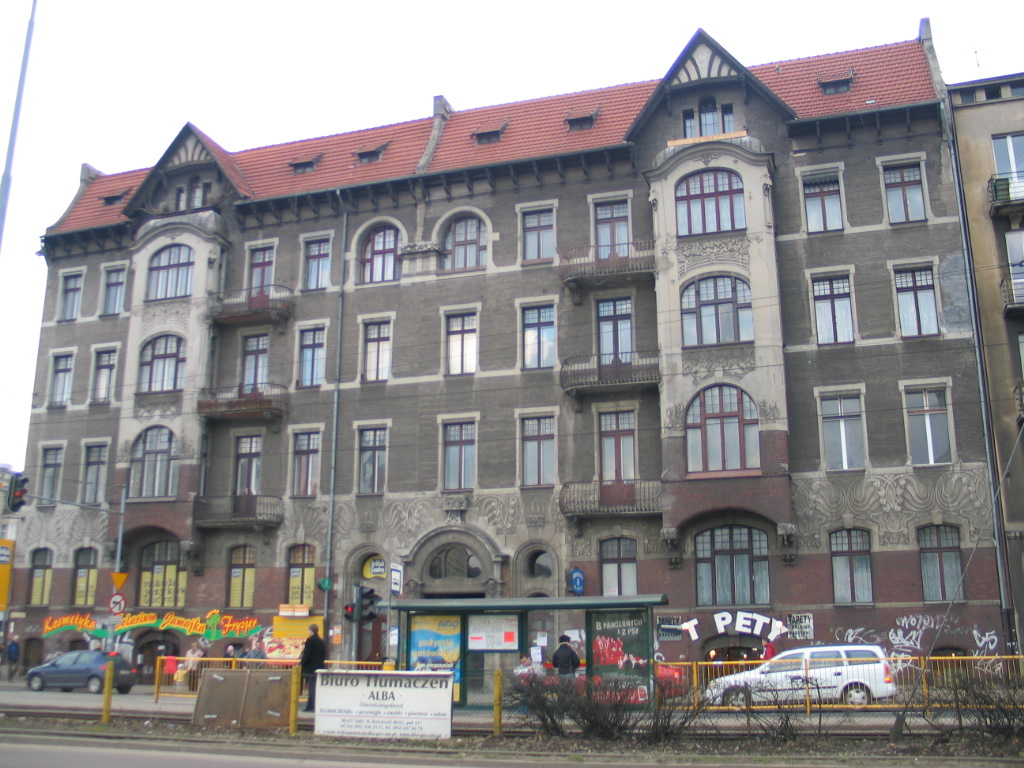
Łódź
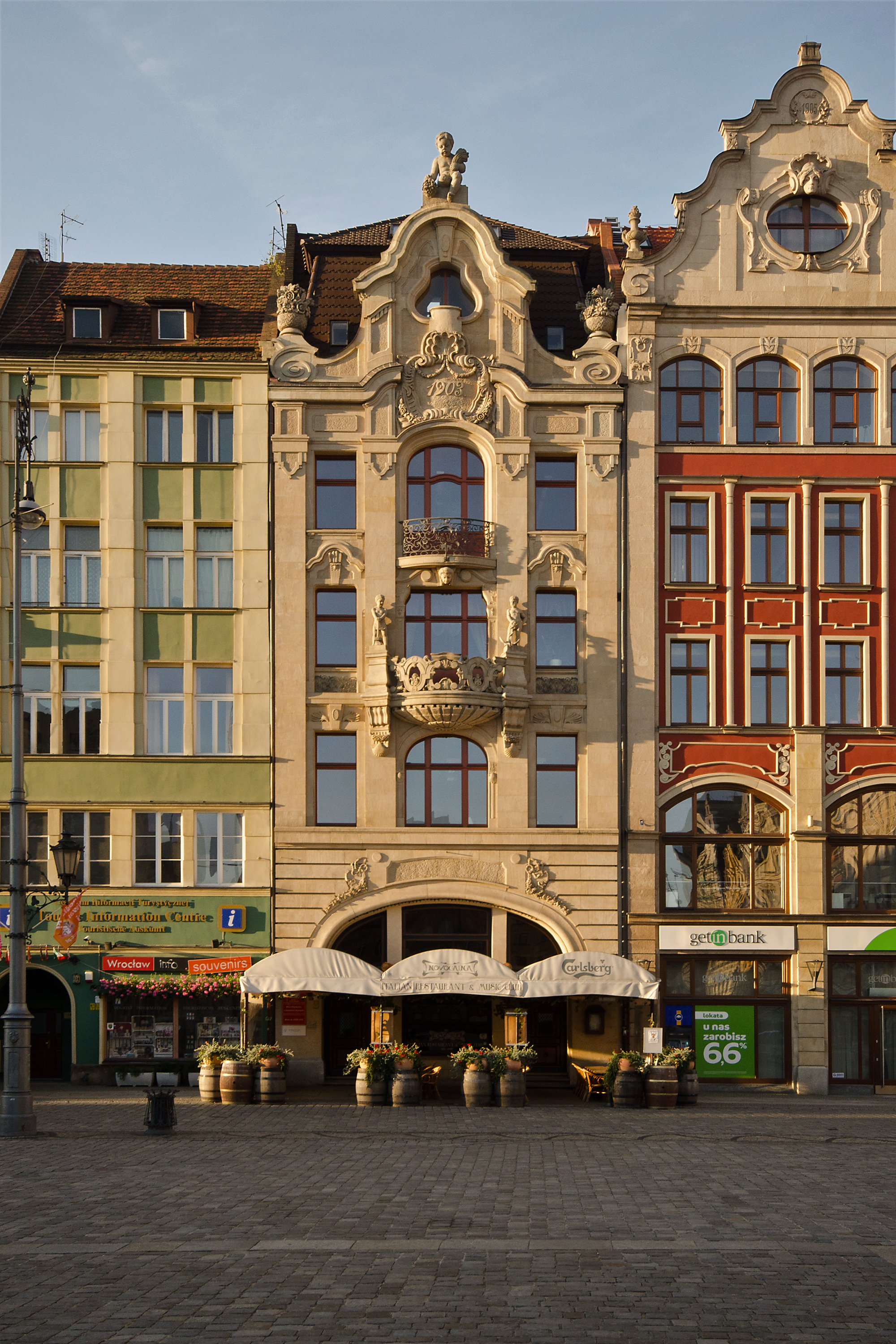
Wrocław
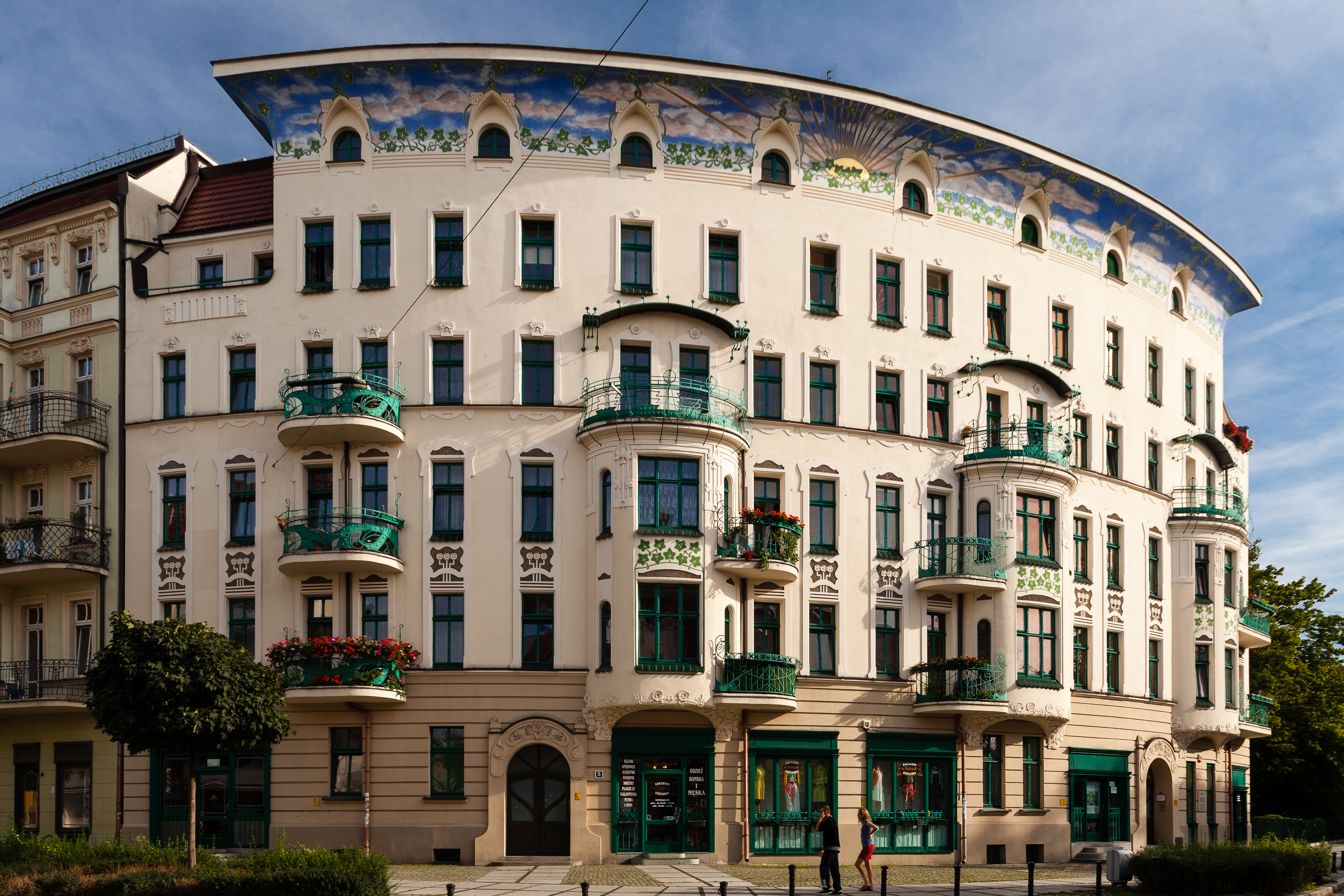
Wrocław
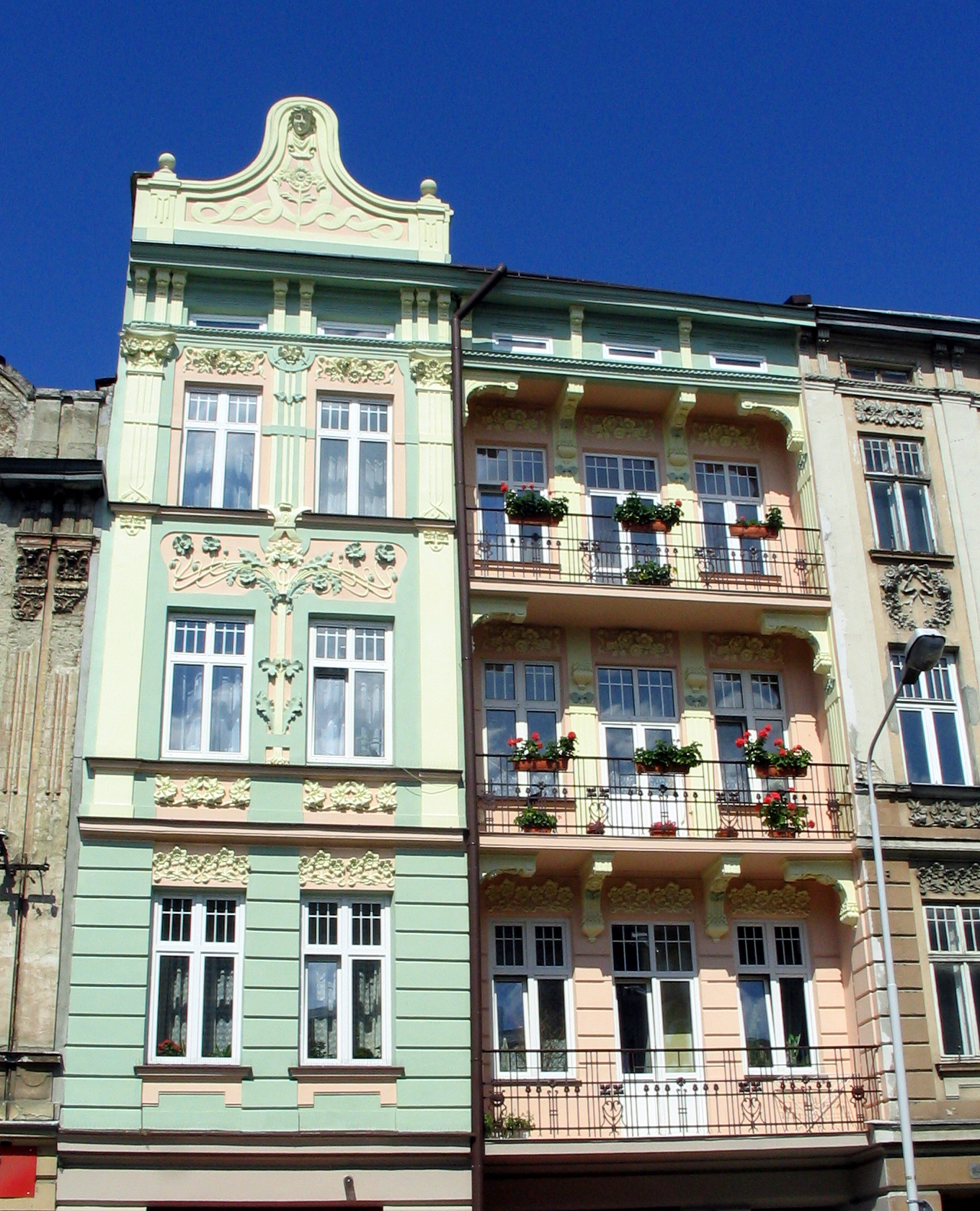
Przemyśl
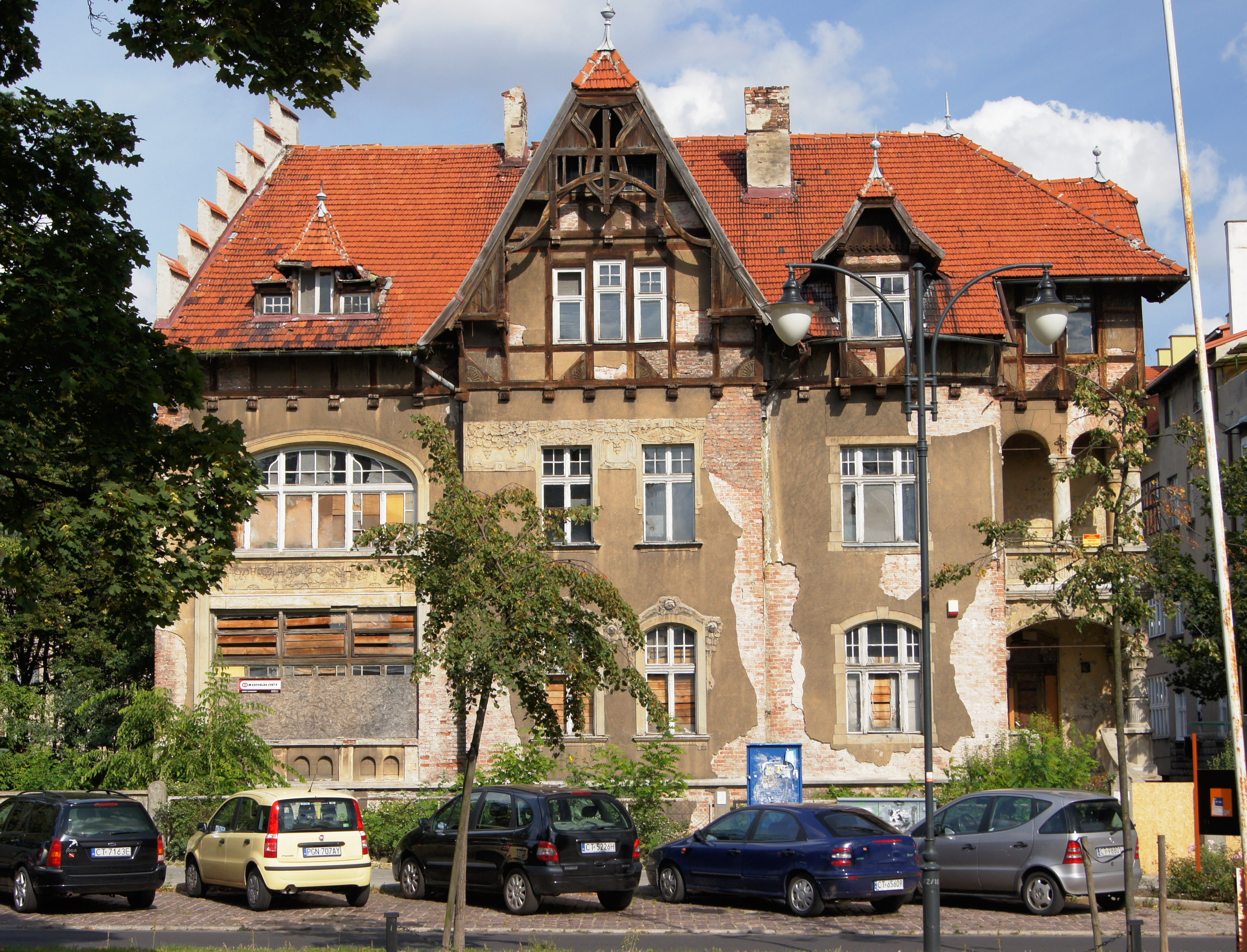
Chạy
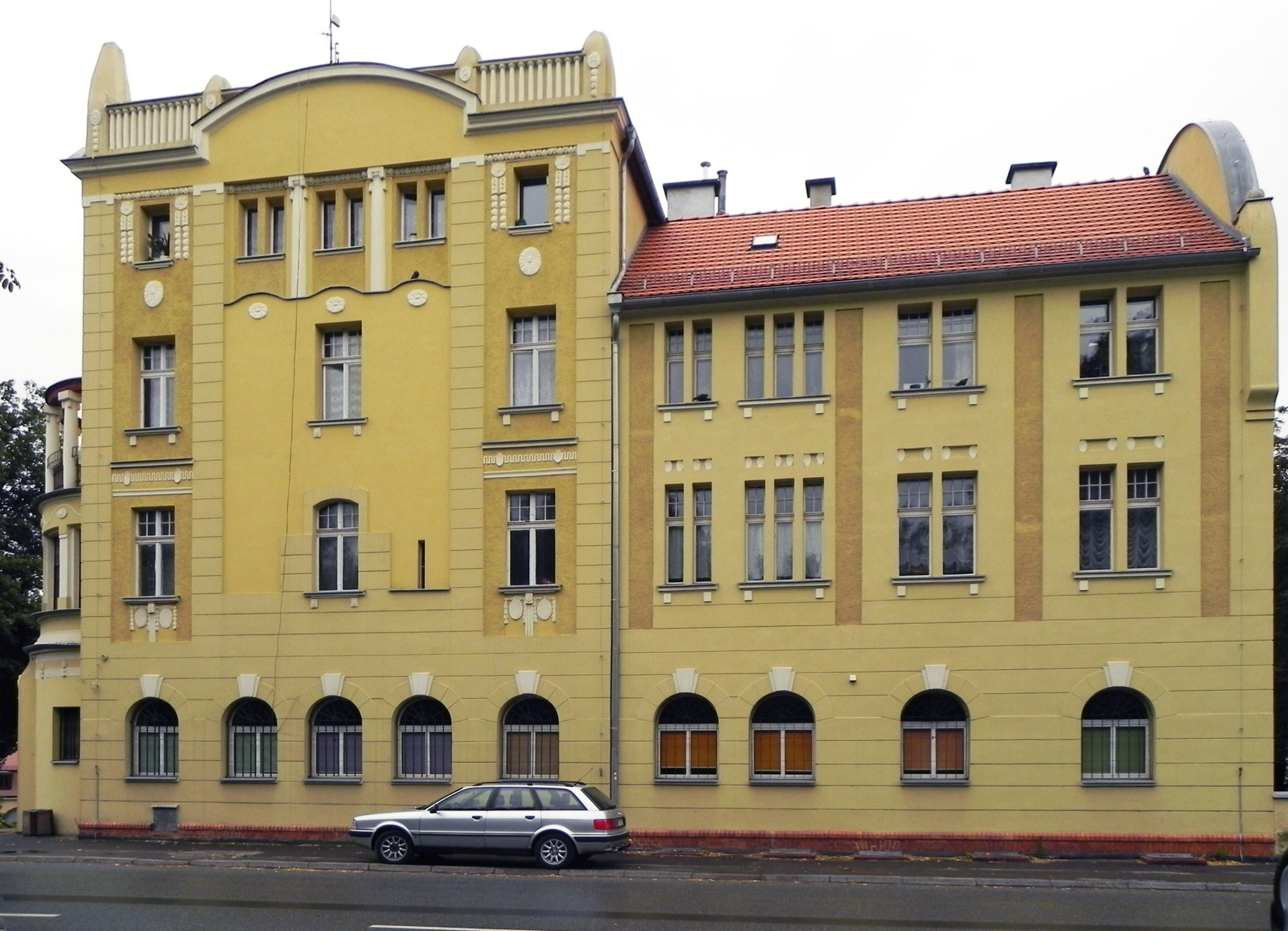
Kłodzko